# 芒特皮斯加 (喬治亞州)
芒特皮斯加（英語：Mount Pisgah）是位於美國喬治亞州卡圖薩縣的一個非建制地區。該地的面積和人口皆未知。

## 地理
芒特皮斯加的座標為34°50′45″N 85°10′46″W / 34.84583°N 85.17944°W，而該地的平均海拔高度為295米（即968英尺）。